# 无政府工团主义

无政府工团主义使用的旗帜

无政府工团主义（英語：anarcho-syndicalism）是無政府主義中著重在勞動人權和勞工運動的一門學說。19世纪末起源于法国，后传播到西班牙、意大利、瑞士、美国等地。「Syndicalisme」是法文單字，源自希臘文，意為「工會」– 因此譯為「工團主義」。工團主義是一種非主流的經濟制度。無政府工團主義視它為一股能帶來革命性社會變革的潛在力量，將成為由工人民主自治，取代資本主義與國家的新社會。無政府工團主義者將薪資制度視為「薪資奴役」，企圖廢除。另外，他們認為國家或私人對於生產工具的擁有權將導致階級差異。无政府工团主义得名于法国左翼组织法国工团联合会。代表人物有法国人若·索列尔等。
雖然無政府工團主義的起步接近二十世紀初，但在今日依舊是無政府主義中受歡迎及活躍的學派，並有許多支持者及活動中的組織。歷史上，多數無政府工團主義被認為是無政府共產主義者，如露西·帕森斯，或是被認為是無政府集體主義者，如布埃纳文图拉·杜鲁蒂。

## 特色
無政府工團主義的基本原則是工人團結、直接行動和工人自治。工人團結意指無政府工團主義認為所有工人，無論性別或族群，對於上司、老闆是站在相似的立場（階級意識）。此外，這表示在資本主義制度中，工人為老闆所造成的任何利潤或損失最終將會影響到所有員工。因此，為了解放自己，所有工人在階級衝突中必須相互支持。無政府工團主義者認為只有直接行動能讓工人解放自己。而且，無政府工團主義者認為工人組織（對抗薪資制度的組織，在無政府工團主義理論裡，將成為新社會的基礎）必須自我管理。工人不應有老闆或企業經紀人的存在，所有會影響到他們的決策應由他們自己制定。
魯道夫·拉克是無政府工團主義運動中最知名的人物之一。他致力於英國東區的猶太移民勞工組織，並發起1912年服裝工人罷工。他在1938年的《無政府工團主義》中概述了運動的起源、所追求的、以及為什麼對勞工未來是重要的。
拉克在《無政府與無政府工團主義》這篇文章中指出，無政府工團主義工會有兩個目的：一、堅持要求生產者維護和提升他們的生活水準。二、讓工人熟悉生產的技術 管理和一般的經濟生活，並讓他們掌握且依照社會主義原則去塑造社經組織。總之，就是「在老舊的殼內」制定新社會的基礎。一直到第一次世界大戰和1917年俄國革命，無政府工團主義工會和組織在革命左派扮演著支配性的角色。

## 歷史
于贝尔·拉加代勒認為皮埃爾-約瑟夫·普魯東闡述了無政府工團主義的基本理論，包括對於資本主義和國家的拒絕、對於政治性政府的藐視、自由的思想、自治的經濟團體、和對於鬥爭的觀點與非和平主義等等。
最早表達無政府工團主義的架構和方法的是國際工人聯合會（或稱“第一國際”），特別是汝拉联盟。然而，第一國際內部在政治、議會的行動問題上分裂成兩大潮流：以米哈伊爾·巴枯寧為代表的自由意志派和以卡爾·馬克思為首的國家集權派。前者的追隨者繼續影響西班牙、法國、義大利、比利時、荷蘭和拉丁美洲（參見巴西無政府主義、墨西哥無政府主義）的勞工運動發展，而正統馬克思主義者則在全歐洲成立有著廣大民眾為基礎的勞工和社會民主政黨（最初是聚集在第二國際），以德國和英國為大本營。部分馬克思主義者，特別是安東·潘涅庫克，其委员会共产主义的立場十分接近無政府工團主義（參見無政府主義與馬克思主義）。
1895年，法國總工會的成立表現了完整的組織架構和方法，影響了全世界的勞工運動。法國總工會是以勞工交易所（一個鼓勵自學、互助，促進本土工人聯合會互相交流的工人中央組織）的發展為藍圖。藉由總罷工，工人可以控制產業與行政部門，自我管理社會並藉由職業介紹所促進生產與消費。法國總工會在1906年通過亞眠憲章，成為革命性工團主義的重要文件，贊成革命性的階級鬥爭，反對議會制政府。瑞典工人中央組織成立於1910年，是受到法國總工會影響的無政府工團主義工會。今日，若依人口比例計算，瑞典工人中央組織是世界上最大的無政府工團主義工會之一，並且在公部門擁有一些據點。大約在同一時間，美國的丹尼爾·德萊昂制定了社會主義產業工會方案，並由他所屬的社會主義勞工黨所支持。雖然德萊昂和勞工黨認為這項方案是社會主義，但在本質上明顯是屬於無政府工團主義。
1922年成立的國際勞工協會是個由各國工會所組成的國際無政府工團主義聯盟。國際勞工協會在巔峰時期代表了數百萬的勞工，與社會民主主義工會和政黨競爭工人階級的信任。西班牙全國勞工聯盟一直在西班牙勞工運動中扮演重要角色，也是西班牙內戰中的重要力量。他們在內戰時組織工人民兵，促進廣大工業、後勤和通訊基礎建設的集體化（主要在加泰罗尼亚）。另一個西班牙無政府工團主義工會總工會擁有數萬名成員，是現在西班牙第三大工會，也是西班牙最大的無政府主義工會。
世界產業工人聯盟雖然不是明確的無政府工團主義組織，但受到了進入20世紀時革命工團主義發展環境的影響。在1905年的成立大會中，贊成無政府或無政府工團主義的重要人士如湯瑪斯·J·哈格提、威廉·特勞特曼和露西·帕森斯促成了聯盟的革命性工團主義傾向。尤其是露西·帕森斯，芝加哥的資深無政府工會組織幹部，參加了1886年芝加哥的八小時工作制鬥爭以及之後的一連串事件，也就是之後所稱的乾草市場暴亂。

## 來自革命工團主義
雖然無政府工團主義和革命工團主義時常交替使用，但無政府工團主義這個稱呼在1920年代初期之前並未廣泛的使用（部分人認為是山姆·曼瓦林創造這個名詞）。「無政府工團主義在1921年到1922年開始被廣泛的運用，成為共產主義者所使用的輕蔑稱呼，用來稱呼任何反對共產政黨增加對工團主義掌控的工團主義者。」事實上，根據翻譯，國際勞工協會最初在有關其目的和原則的聲明中（起草於1922年）並未提到無政府工團主義，而是革命工團主義或革命工會主義。
「無政府工團主義」的使用意味著正統、政治上的馬克思主義，與在俄國革命之後支持自政黨獲得完全獨立的工會主義者之間日益擴大的分歧，並顯現了工團主義在政治上更為空論的轉變。

## 與政黨政治的關係
許多美國早期的勞工工會，其無政府工團主義的傾向在美國政治光譜的構成中扮演著重要的角色，最明顯的就是世界產業工人聯盟。美國是唯一一個沒有以勞工為基礎之政黨的工業化國家。但並非總是如此。例如在1912年，世界產業工人聯盟的創始成員尤金·德布斯以美國社會黨總統候選人的身分拿下百分之六的票數。考慮到美國在八年後才採取普選權，這是十分顯著的得票率。一些政治學者在某種程度上認為美國勞工政黨的缺乏是由於迪韦尔热定律，即單一選區相對多數制有利於兩黨制。
有爭議的是，全國勞工聯盟參加了西班牙內戰時期的人民陣線政府。1936年11月，四位無政府主義部長—賈西亞·奧利弗、費德麗卡·蒙特瑟尼、霍安·佩洛和胡安·洛佩茲—接受了政府職位。這個舉動遭到一般大眾團體如杜魯提之友的批評。